# Sinningia speciosa
Sinningia speciosa (basioniem: Gloxinia speciosa) is een plant uit de familie Gesneriaceae. De plant komt in het wild voor in de tropische wouden van Brazilië en wordt in Europa doorgaans als kamerplant gehouden. De soort werd eerder bij het geslacht Gloxinia ingedeeld en in de handel is hij nog steeds onder deze naam aan te treffen.
Sinningia speciosa is een vast knolgewas met een hoogte en breedte van circa 30 cm. Het is een stengelloze plant met bladeren die direct uit de knol groeien. De knollen worden tot drie cm dik. De bladeren kunnen tot 25 cm groot worden, zijn elipsvormig en zijn zacht en fluweelachtig. De bloemen zijn groot (tot vijf cm lang). Ze hebben de vorm van een klok of trechter, staand op een lange steel. Ze zijn rood, violet of wit gekleurd, of hebben een combinatie van deze kleuren. De bloemen, alleenstaand of dubbel bloeiend, vormen een tros boven op de bladeren. De plant bloeit in de zomer (juni, juli en augustus).

## Verzorging en vermeerdering
Sinningia speciosa wordt vaak als eenjarige plant behandeld maar het is eigenlijk vaste plant die in de winter overgehouden kan worden. Wanneer de bladeren na de bloei afsterven, kan men de knollen in de herfst laten uitdrogen en droog en vorstvrij (minstens 10 °C) bewaren. In het voorjaar kan men ze verpotten en eventueel door scheuren vermeerderen. Vermeerderen kan ook met zaad (in het voorjaar) of door stekken van het blad of de eventuele stengel te nemen (in de zomer). Als de plant in bloei is, is verpotten niet nodig. Verpotten gebeurt in een mengsel van bladaarde en turfmolm, omdat de plant behoefte heeft aan humusrijke, goed doorlatende grond.
Na het verpotten in het voorjaar heeft Sinningia speciosa matig water nodig, maar als de bladeren beginnen te groeien meer. Aangezien Sinningia speciosa een tropische plant is, mag de kluit nooit droog komen te staan. Zet Sinningia speciosa liefst op een schotel met lauw water en geef nooit water op de bladeren, anders krijgen ze vlekken. Indirect sproeien mag wel. Komt de plant toch droog te staan (de bladeren rollen zich dan op), dompel ze dan onder in water. Tijdens de groei van de bladeren en de bloei van de bloemen zal Sinningia speciosa bijna dagelijks water nodig hebben. De kluit mag echter niet drassig worden want dan rotten de knollen. Na de bloei, als de bloemen en bladeren afsterven, is water geven niet langer nodig en mogen de knollen uitgedroogd worden. Uitgebloeide bloemen mogen worden verwijderd.
Sinningia speciosa heeft behoefte aan warmte en een hoge relatieve luchtvochtigheid. Ook dit zijn immers tropische condities. Zet de plant op een plaats met veel licht, zodat ze de warmte van het zonlicht krijgt, maar zet ze niet in de directe zon want dat beschadigt het blad. Vermijd tocht en schommelingen in temperatuur.
Sinningia speciosa heeft snel last van zout. Water wordt dus best onthard en frequent aangevuld met voeding die ook voor het Kaaps viooltje wordt gebruikt.